# Pine Mountain Club
Pine Mountain Club – jednostka osadnicza w Stanach Zjednoczonych, w stanie Kalifornia, w hrabstwie Kern.